# Organisation secrète de l'enseignement
L'Organisation secrète de l'enseignement  (polonais : Tajna Organizacja Nauczycielska, TON, parfois traduit « Société secrète de l'enseignement » ou « Organisation clandestine de l'enseignement ») est une organisation clandestine d'enseignement polonaise fondée en 1939, après l'invasion de la Pologne, pour prodiguer en secret des cours scolaires pendant l'occupation du pays au cours de la Seconde Guerre mondiale.

## Histoire
L'organisation est fondée fin octobre 1939 à Varsovie en réaction aux mesures allemandes de fermeture de la majorité des écoles et de répression contre les enseignants (en),. Pour interdire la croissance d'une nouvelle génération de Polonais instruits, les responsables nazis décrètent que les enfants polonais ne seront scolarisés qu'au niveau de l'école primaire. Dans une circulaire de mai 1940, Heinrich Himmler écrit : « Les seuls objectifs de l'école sont d'enseigner aux enfants des notions simples d'arithmétique, jusqu'au nombre 500 au maximum ; de leur apprendre à écrire leur nom ; et de leur diffuser la doctrine voulant que la loi divine leur commande d'obéir aux Allemands […] Je ne crois pas que l'apprentissage de la lecture soit souhaitable ». La plupart des écoles sont fermées, de nombreux enseignants sont arrêtés et même exécutés pendant les purges des intellectuels polonais ; dans les écoles restées ouvertes, le programme scolaire est largement censuré, les manuels sont confisqués, les librairies closes,.
L'organisation secrète se concentre sur l'enseignement primaire. Au fil du temps, le réseau développe aussi l'enseignement secondaire. Il propose des secours aux enseignants en détresse, par exemple ceux qui sont victimes de déportation depuis les territoires polonais annexés par le Troisième Reich, ou ceux qui se cachent à cause d'un mandat d'arrestation à leur encontre. Le réseau propose de l'aide aux familles des enseignants emprisonnés ou tués ou qui se cachent. En outre, il participe à l'impression et à la distribution clandestines de manuels scolaires.
Norman Davies estime que l'organisation a pris en charge l'éducation d'un million d'enfants. En 1942, environ 1 500 000 élèves bénéficient d'enseignement primaire grâce à l'Organisation ; en 1944, le système d'enseignement secondaire comprend 100 000 élèves et les cours de niveau universitaire sont proposés à 10 000 personnes.
L'organisation œuvre en coopération étroite avec le gouvernement polonais en exil (qui lui verse des fonds) et avec l'État polonais clandestin. Son réseau couvre toute la Pologne et correspond à peu près aux structures d'enseignement d'avant-guerre de la Deuxième République. Il est particulièrement développé dans le Gouvernement général. Des milliers de membres du réseau sont arrêtés et tués par les occupants. Selon les estimations, environ 15 % des enseignants polonais, ou 8 000 d'entre eux, sont morts pendant l'occupation.
Les fondateurs et les principaux militants de l'organisation secrète, dont plusieurs ont participé à l'Association des enseignants polonais (en) (Związek Nauczycielstwa Polskiego) d'avant-guerre, sont : Zygmunt Nowicki (pl), Kazimierz Maj, Wacław Tułodziecki, Teofil Wojeński et Czesław Wycech (en).
En 1945, l'organisation forme la base de l'association des enseignants polonais, qui est rétablie ; toutefois, l'association passe sous le contrôle du gouvernement communiste, lui-même soumis à l'Union soviétique.